# NATO Programming Centre
Das NATO Programming Centre (NPC) ist Teil der NATO Communications and Information Agency (NCIA). Das NPC ist verantwortlich für die Systemunterstützung und den Betrieb des Air Command and Control Systems (ACCS Air C2) der NATO.
Das Zentrum ist in der Gemeinde Bassenge (Ortsteil Glons) in der Provinz Lüttich in Belgien stationiert. Es beschäftigt annähernd 200 Personen und ist ein integraler Bestandteil des NCIA Air C2 Programme Office and Services, vormals bekannt als NATO ACCS Management Agency (NACMA) for the ACCS Programme und mit der NATO Support Agency (NSPA) für die Wartung von verschiedenen Luftwaffenführungssystemen.
Von 2000 bis 2002 war der deutsche Thomas Franz Kommandeur des Zentrums.